# Laguna Benítez
Laguna Benítez é uma junta de governo da província de Entre Ríos, na Argentina.